# 香港軍事史
香港軍事，最初的歷史始於唐朝廷於屯門設立的屯門軍鎮。經歷1841年和1860年兩次鴉片戰爭後，清政府分階段將香港的主權割讓予英國，除二戰期間一度被日本佔領外，香港防務都是由駐港英軍負責，直至1997年香港主權移交予中华人民共和国政府，就改由中國人民解放軍駐香港部隊（下稱「駐港解放軍」）管理。

## 歷史

### 英屬香港時期（1841－1997）

#### 駐港英軍與香港本地軍團的概要
1841年1月香港開埠時即有英軍駐守在香港，駐港英軍由派駐到香港的英國陸軍、皇家海軍和皇家空軍組成，港督在名義上身兼香港三軍總司令（Commander-in-Chief of Hong Kong），不過駐港英軍的指揮權實際上是由駐港英軍司令（Commander British Forces）行使，港督雖為香港三軍總司令，卻不能直接指揮駐港英軍的行動，然而駐港英軍司令在作出重要決策時亦需要向港督匯報，徵用土地等涉及民事之項目也要取得港督的同意。駐港英軍的軍費由英國政府及香港政府共同負擔，並通過協商決定分擔的比例。駐港英軍的官兵最初主要來自英國本地及英屬印度，到19世紀後期開始招募香港居民，在二戰前已有不少香港華人在英軍擔任工兵及炮兵，並參與在1941年12月爆發的香港保衛戰，而在二戰後，來自尼泊爾的踞喀兵取代原來的英屬印度士兵，透過本地招募人員（Locally Enlisted Personnel，LEP）身份加入駐港英軍陸軍及皇家海軍香港中隊的香港人亦越來越多，駐港英國陸軍中更設有主要由香港華人居民組成的香港軍事服務團。
除了駐港英軍外，香港本身亦設有後備軍，常被稱為「義勇軍」的皇家香港軍團始建於1854年，是一支直屬於香港政府的軍隊，這支後備軍主要由本地招募的兼職軍人組成，最初的兵員以居港的英國人為主，1920年代起有越來越多的香港華人居民參加，到二戰後主要由本地華人組成。除了陸軍，香港於1933年建立香港海軍義勇軍，再於1939年成爲香港皇家海軍志願後備隊，該支本地海軍後備部隊於1959年併入皇家香港防衛軍，至1967年防衛軍撤銷海軍部隊。
皇家香港輔助空軍成立於1949年，並與皇家香港軍團同源於戰後設立的香港防衛軍，輔助空軍於1970年成為獨立的航空支援部隊。皇家香港軍團及皇家香港輔助空軍皆屬香港本地軍隊，由香港政府招募、調動及提供全部運作經費，平時主要協助執行防衛、治安及救援工作，戰時則由駐港英軍司令統率。香港政府於1940年因應日益緊張的防衛局勢，開設防衛司一職統籌香港防衛及保安的事務，又籌建屬於本地全職正規軍的香港華人軍團，並組織了一支名為曉士兵團的民兵。因此駐守香港的軍事部隊長期由駐港英軍及香港本地軍隊組成，駐港英軍由英國駐軍司令指揮，主要執行對外防衛及抵抗外敵入侵的工作，而兼任香港三軍總司令的港督則可指揮屬於本地部隊的皇家香港軍團及皇家香港輔助空軍，協助防衛香港之餘亦執行內部安全工作，在必要時香港政府也可主動要求駐港英軍出動，惟需要承擔額外的軍費開支，而香港一旦進入戰爭狀態，香港本地軍隊將交由駐港英軍司令統一指揮與駐港英軍一同執行保衛香港的任務。香港在1917年、1939年及1951年曾經實施徵兵制，英籍居民有服役的義務，《強制服役條例》至1961年6月被廢除。

#### 香港開埠至二戰前（1841－1941）
英國皇家海軍軍官卑路乍率領軍艦於1841年1月25日抵達香港，海軍測量人員測定香港島西面有一片突出的臨海高地，可供登陸後紮營，於是派出工兵開闢從海旁到這片高地的小路，而這處便是上環水坑口。1月26日，英國遠東艦隊支隊司令伯麥乘高爾合號（HMS Calliope）抵港，沿著該小路登上香港島西北的一座小山崗，舉行英國國旗升旗儀式，宣告香港開埠。

#### 香港保衛戰（1941）

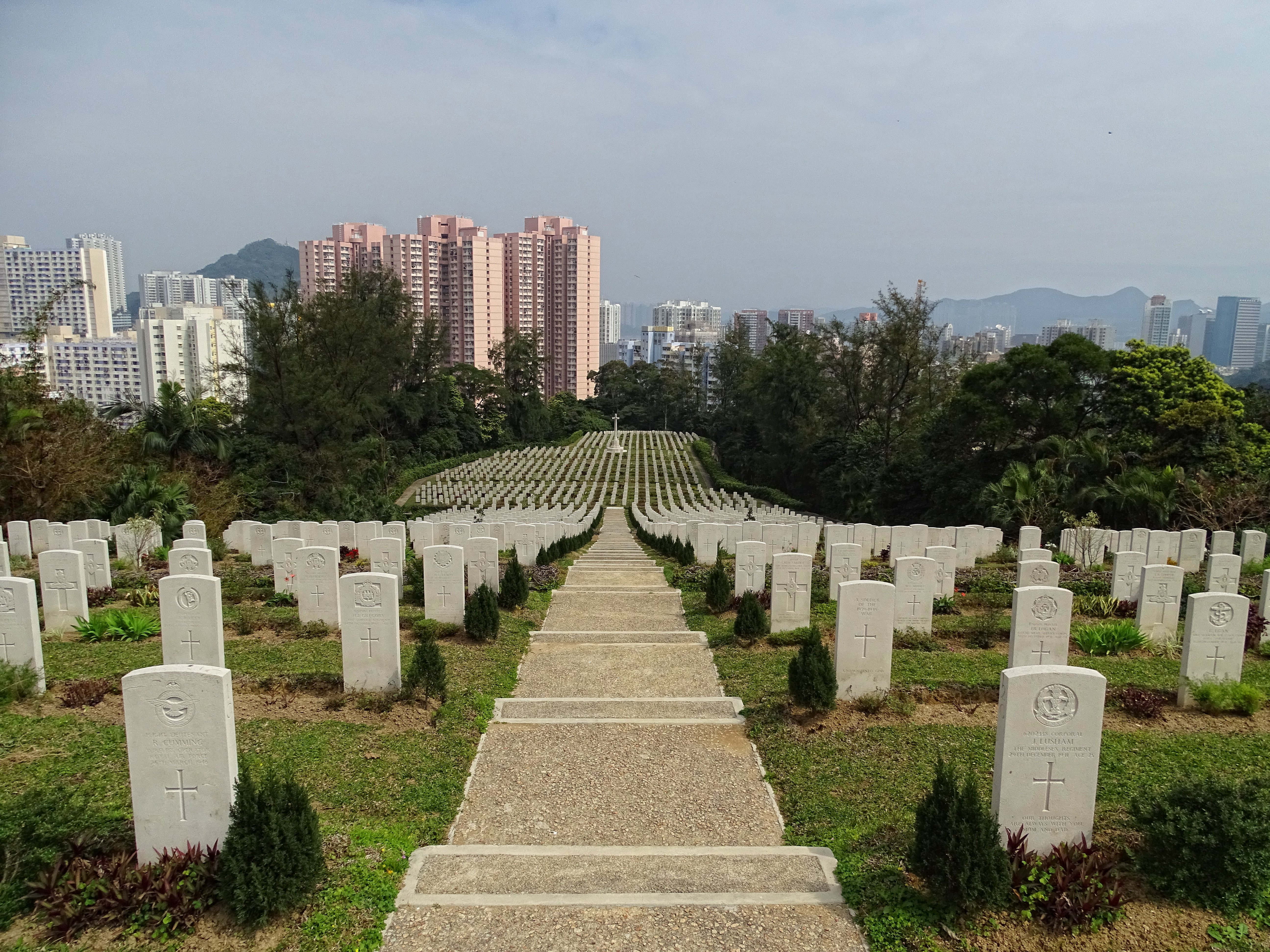
西灣國殤紀念墳場內一排又一排的墓碑，該墳場為安葬在香港保衛戰中陣亡及死於日軍戰俘營的軍人而建，由英聯邦戰爭公墓委員會管理。在墳場內埋葬有1,578具遺骸，當中有444具不能辨識身份；這些軍人來自英國、加拿大、印度及香港等地；而在墳場入口的紀念亭，牆壁上刻有2,070位軍人的名字，他們的遺骸已不可尋獲；另有兩塊碑石，分別紀念因宗教理由而採用火葬的軍人，以及於兩次大戰期間在中國殉難後無法保存遺骸的英聯邦軍人。

1938年10月12日，日軍在鄰近香港東北部的大亞灣登陸，並於10月23日攻陷廣州，又於1939年5月攻佔海南島，在珠江口一帶的中國軍隊都已被日軍逐退，英日兩軍隔著深圳河對峙。由於日軍已經控制華南地區，而台灣亦為日本領地，香港已陷入被日本勢力三面包圍的嚴峻處境，只是日本此時尚未準備好向英美開戰，日軍才沒有立即入侵香港，但日本軍方已開始準備擴大戰爭並謀劃侵佔東南亞。
1941年12月8日凌晨，日本發動太平洋戰爭向英國、美國及荷蘭開戰，日軍於當日清晨進攻香港。英軍當時只有5架空軍飛機駐守啟德機場，日軍用一個上午的時間便取得制空權，而皇家海軍則在戰爭爆發前已將大部分軍艦撤退到新加坡，只有色雷斯人號驅逐艦及合共十餘艘的炮艦及魚雷艇留港抵抗日軍。英軍、印度軍、加拿大軍、香港義勇防衛軍、香港華人軍團及曉士兵團民兵組成13,500人的香港守軍抵抗日軍入侵，而日軍則以日本陸軍第23軍轄下屢次擊敗中國軍隊的第38師團為進攻主力，日本陸軍連同其陸軍飛行戰隊、日本海軍及海軍航空戰隊，日軍約有40,000餘人入侵香港。香港守軍於12月13日退守香港島後，日軍對香港島展開連日空襲及炮轟。12月18日晚上，日軍利用炮轟造成的大火所產生的濃煙掩護，在香港島東北岸登陸，香港守軍在香港島多處與日軍爆發激戰，單是19日清晨至20日凌晨，在黃泥涌峽及渣甸山歷時一天的戰鬥，香港守軍已有451人陣亡，日軍傷亡人數也超過600人。隨著日軍逼近維多利亞城，雙方在銅鑼灣及灣仔一帶展開巷戰，可是已無法扭轉敗局，總督楊慕琦於12月25日投降，而在赤柱炮台一帶的守軍則抵抗至26日上午，香港至此淪陷。在歷時18天的戰役中，香港守軍有1,679人陣亡，尚未包括在戰役結束後因傷病而亡的士兵。而在香港守軍中的兩營加拿大軍，有290人戰死，另有264人在戰俘營中身亡，到香港增援的1,975名加拿大軍人中有超過四分之一一去不返。

#### 日佔時期（1941－1945）
日佔时期初期，軍政府施戒严令，日本于九龙尖沙咀半岛酒店发布行政指令。日本军政府（包括政治部、民事部、经济部、司法部及军事部等）制定了严厉的法例及设立管辖全香港市民的政府。共有7000多名战俘（包括英军及市民）被囚禁于深水埗和赤柱的战俘营，战俘备受饥饿、病患之苦。同时，日本军政府封锁维多利亚港、控制海旁的货仓。
1942年1月，由印度人及香港人组成的警察被征召成为宪兵队。日本宪兵将香港的警察局分为5区，东香港、西香港、九龙、新界及水警。总部位于香港岛中环前法国外方传道会大楼。
在香港保衛戰爆發前，香港為支援英國對抗軸心國而在黃埔船塢建造的帝國龍號剛下水，香港淪陷後，日軍將該艘貨輪沒收，並繼續建造完成為曉空丸。1944年9月18日，曉空號被美國海軍河豚級潛艇發射的魚雷擊沉（北緯35度02分，東經124度24分：35°02′N 124°24′E / 35.033°N 124.400°E）。
香港淪陷時期，民間抗日力量此起彼伏。其中最著名的當屬港九大隊。港九大隊由中國共產黨黨員曾生領導，在1941年日軍進攻香港時，港九大隊從200人擴展到超過6,000位成員。在英軍撤退後，港九大隊隊員獲取被英軍摒棄的武器，並在新界及九龍建立基地，同時在西貢墟建立地下聯絡系統。而第三個和第五個分支在蔡國梁之下，被派遣到香港和九龍，由隊長黃冠芳和副隊長劉黑仔帶領，統領香港及九龍的抗日武裝鬥爭，並讓中國獲取日本對華南、臺灣和東南亞的戰略機密。港九大隊屬下有短槍隊和幾個區中隊，隊員竭力攻擊強盜和日軍，保障農作物及人命安全。港九大隊亦幫助破壞日本在香港的軍事據點，和促進了在中國人、英國人和美國人之間友誼。在使用遊擊戰的常規戰術下，他們殺死了一些漢奸和其同黨，在九龍和廣州保護貿易商人，攻擊大埔的警察局，並轟炸啟德機場。港九大隊在拯救英國和外國人士上亦扮演了重要角色，共有20名英國人、54名印度人、8名美國人、3名丹麥人、2名挪威人、1名蘇聯人，以及1名菲律賓人獲拯救，包括被囚的賴特上校等英軍官兵及美軍飛行員，此外亦有大批內地教育界、新聞界、文化界人士獲救。另外，港九大隊亦協助營救戰俘，包括著名的賴廉士爵士、祈德尊爵士、王國棟教授和David Bosanquet。港九大隊對盟軍最重大的貢獻，是搶救了8名因日軍擊落其飛機而跳傘到九龍的美國飛行員。當時為1944年2月11日，美軍第十四航空飛行指揮員兼教官克爾（Donald W. Kern）中尉在轟炸啟德機場時被日軍擊中，跳傘降落慈雲山，後得到遊擊隊小交通員李石仔等救助才能逃出日軍的搜捕。
英軍服務團（British Army Aid Group）成立於1942年，主要任務是協助營救在日軍集中營被羈押的英國軍民及盟軍戰俘，故此在戰時被編入負責戰俘詢問、英籍人員撤離與處理的軍情九處（MI9），向駐重慶的英國大使館匯報，由印度英軍總司令管轄，而不是受中國戰區統帥的國民政府軍事委員會支配。英軍服務團的骨幹由曾經在駐港英軍、香港義勇防衛軍及香港華人軍團服役的香港華人組成，這些華裔士兵在香港投降時接受長官的指示脫去軍服並混入平民之中，逃過成為日軍戰俘的厄運並繼續為英軍效力，部分人接受訓練後潛伏在香港及華南的日佔區，與混入民眾的華裔英兵建立聯繫，開始在日佔區構建情報網絡，向盟軍提供情報、與集中營的俘虜建立聯繫、秘密救助被拘留的戰俘、監視日軍艦艇在香港及華南的活動、策反船塢工人拖延日艦維修、繪製日軍據點資料、匯報盟軍空襲的戰果，並在戰爭結束前協助組建臨時政府。英軍服務團約有80名敵後人員被日軍揭破身份而失去性命，在戰後有部分陣亡的特工被合葬於鑽石山墳場的「抗日烈士墓」，而部分具軍職人員則被埋葬在赤柱軍人墳場。英軍服務團除了組織守軍士兵在香港淪陷期間蒐集日軍情報，還安排具有前線作戰經驗的其中約130位華裔士兵前往英屬印度再次接受軍事訓練，並於1944年被編組為香港志願連參與緬甸戰役，在日軍佔領區從事敵後破壞、伏擊日軍，為反攻日軍的英軍建立橋頭堡等特戰任務。

#### 香港重光

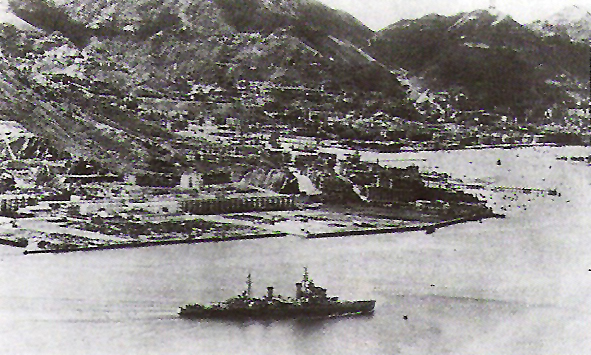
皇家海軍不屈號（HMS Swiftsure）輕巡洋艦於1945年8月30日與夏愨少將率領的太平洋分遣艦隊一同抵達維多利亞港，結束香港日佔時期。

1945年8月30日，夏慤少將率領以不屈號（HMS Swiftsure）輕巡洋艦為首的皇家海軍太平洋分遣艦隊駛入維多利亞港，在香港升起了英國國旗，象徵結束日本對香港的佔領，港府亦因此將8月30日定為重光紀念日。1945年9月1日，夏慤宣告成立軍政府，並由他本人出任軍政府首長兼三軍總司令。1945年9月16日，夏愨少將舉行受降儀式，接受日本陸軍岡田梅吉少將和海軍藤田類太郎中將投降，於香港總督府簽署香港的受降文件。香港市區出現大規模慶祝活動，紀念戰爭結束及盟軍取得勝利。1946年4月30日，在戰時被俘的楊慕琦爵士遂於5月1日復任港督，宣告軍法管治結束。

#### 英國統治後期（1945－1997）

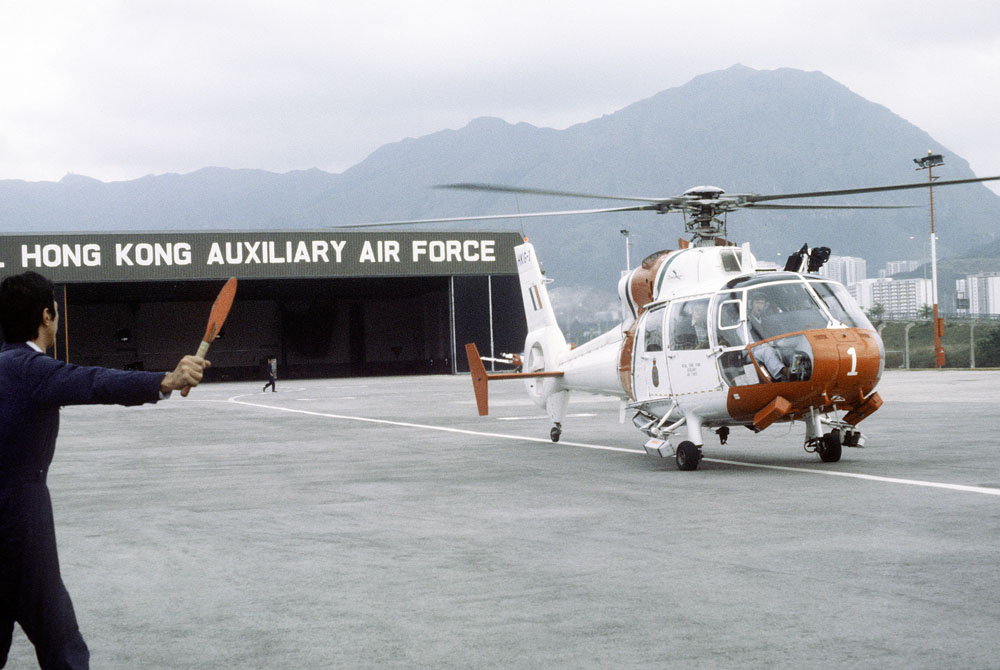
皇家香港輔助空軍正於啟德機場操作海豚直升機參與聯合搜救演習（本圖攝於1982年，由參與演習的美國軍方拍攝）

二戰後，香港華人在駐港英軍中所佔的比例大幅提高，並設有主要由本地華人組成的香港軍事服務團，而駐港皇家海軍香港中隊亦主要由香港居民組成，至於直屬於香港政府的皇家香港軍團及皇家香港輔助空軍更以香港居民佔多數。香港境內治安屬香港政府的職責，主要由香港警隊執行，港府可按情勢調動又稱為義勇軍的皇家香港軍團及輔助空軍支援，如有緊急需要亦可向駐港英軍要求增援及協助。六七暴動期間，駐港英軍支援香港警隊平息暴亂，並拆除鬥委會在香港街頭所放的炸彈。直至1995年，駐港英軍負責中港邊界治安，包括堵截走私及非法入境者皆有貢獻，又協助海上拯救工作。駐港皇家空軍及海軍亦聯同皇家香港輔助空軍及水警進行海上救援任務。皇家香港輔助空軍於1988年起逐步擴大編制及全職化，以便在1990年代初逐步接替駐港皇家空軍的工作。

### 特別行政區時期（1997年起）

#### 解放軍駐港部隊
根據香港特別行政區基本法，香港特別行政區的外交和國防事務由中央人民政府（國務院）負責。1997年香港主權移交後，香港防務正式交由中國人民解放軍駐港部隊接管。
中國人民解放軍駐港部隊於1993年初開始組建，1996年1月28日組建完畢。駐軍隸屬中华人民共和国中央军事委员会，費用由中國中央人民政府負擔。
駐軍的職責是防備和抵抗侵略，保衛香港安全；擔負防衛勤務；管理軍事設施；承辦有關的涉外軍事事宜等，不干預香港地方事務。香港特別行政區在必要時，可向中央政府請求駐軍協助維持社會治安和救助災害。駐軍人員除遵守全國性法律外，還要遵守香港特別行政區的法律。

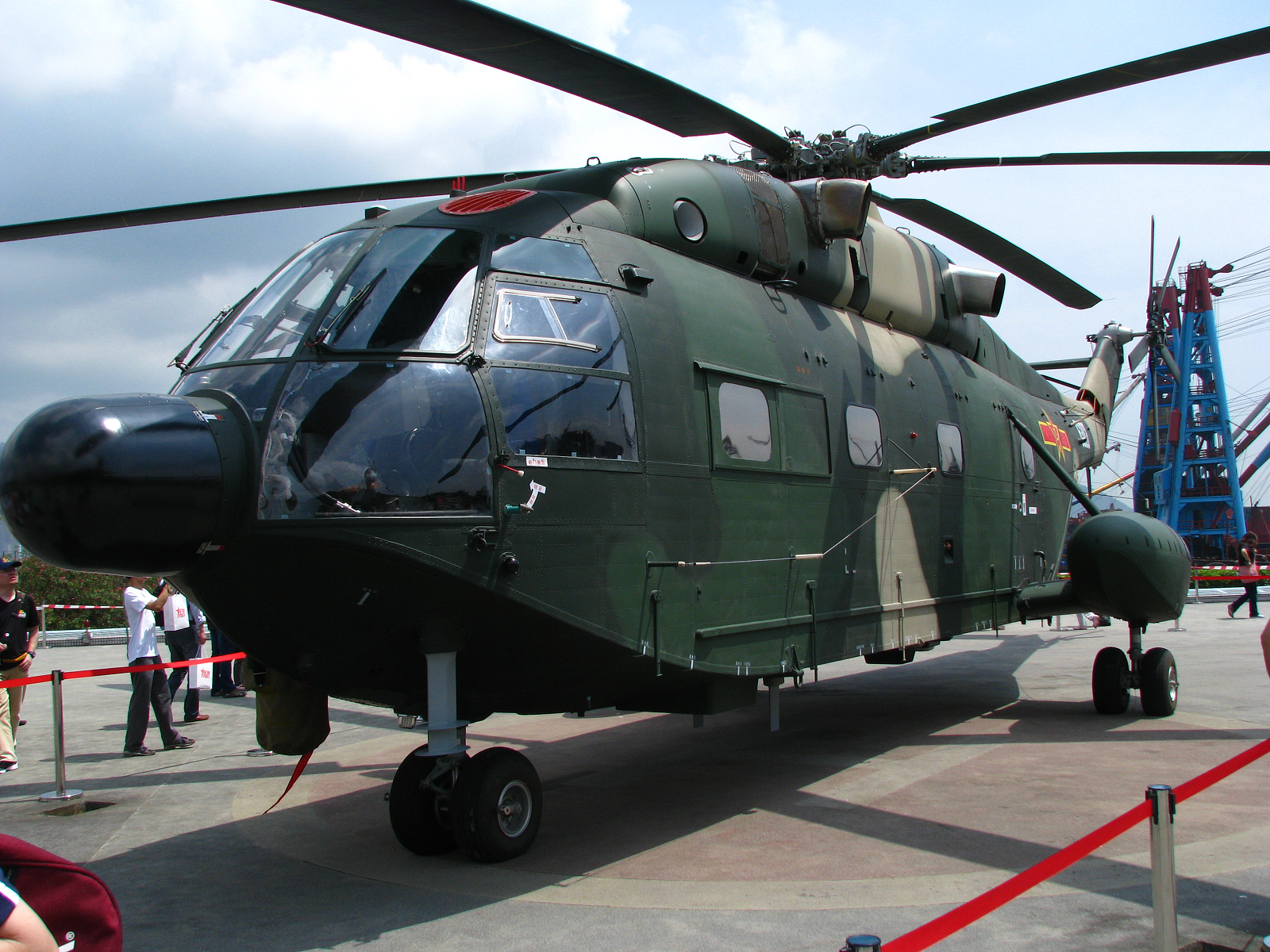
駐港部隊的直八直升機

駐軍組成：駐軍由陸軍、海軍、空軍部隊組成，是一支合成部隊，下轄1個陸軍合成旅、1個海軍艦艇大隊、1個空軍航空兵團。
駐港部隊的司令員和政委一般為少將軍銜。

## 軍事設施
- 中環軍營
- 槍會山軍營
- 九龍東軍營
- 赤柱軍營
- 昂船洲海軍基地
- 石崗機場

## 曾在香港發生的戰役
- 屯門海戰 （1521年）
- 西草灣之戰 （1522年）
- 官涌之戰 （1840年）
- 新界六日戰（1899年）
- 香港保衛戰（1941年）
- 沙頭角槍戰（1967年）

## 外部連結
- Exchange of notes constituting an agreement on the arrangements for the future use of the military sites in Hong Kong，1994年軍事用地協議